# Секретариат на ЦК на БКП
Секретариатът на ЦК на БКП, до 27 декември 1948 г. БРП (к.), е съставна част от структурата на Централния комитет и съществува в периода 1944 – 1989 г.
Той е ръководен колективен партиен орган, избиран от първия след всеки конгрес пленум на ЦК, за ръководството на текущата работа от организационно-изпълнителски характер и за проверка на изпълнението на партийните решения. Оглавява се от първи (генерален) секретар на ЦК на БКП. Уставът на БКП не формулира съвсем точно и ясно функциите и компетенциите му. В някои случаи дейността на Политбюро и Секретариата се преплитат или дори дублират.
Членовете на Секретариата, наричани секретари на Централния комитет на БКП, се избират от Централния комитет.

## Секретариати в БРП (к.)/БКП (1945 – 1990)

### Непосредствено след Деветосептемврийския преврат, 1944 г.
Секретариатът на ЦК на БКП започва да се формира в седмиците след Деветосептемврийския преврат. Дотогава ЦК има само един секретар, който е и официалният ръководител на партията. Този пост, наричан вече и „политически секретар“, е поет дни след преврата от Трайчо Костов, който го заема и до влизането си в затвора през 1942 година. По-късно през септември секретар по организационните въпроси става Георги Чанков. В края на септември от Съветския съюз пристига Вълко Червенков, който малко по-късно става секретар по идеологическите въпроси.

### СледVIII пленум на ЦК на БРП (к.), 1 март 1945 г.
- Председател на ЦК на БРП (к.): Георги Димитров.
- Секретари на ЦК на БРП (к.) (3): Георги Чанков, Вълко Червенков,[2] Трайчо Костов;[3] от 18 ноември 1946 – Никола Павлов;[4] от 4 януари 1948 – Георги Димитров (генерален секретар).[5]

### СледV конгрес на БКП, 27 декември 1948 г.
- Генерален секретар на ЦК на БКП: Георги Димитров;[6] от 23 януари 1950 – Вълко Червенков (до 26 януари 1954).[7]
- Секретари на ЦК на БКП (3): до 2 юли 1949 – Георги Димитров (генерален секретар),[6] до 25 януари 1954 – Георги Чанков (втори секретар), Вълко Червенков (трети секретар);[7] от 18 юли 1949 – Пело Пеловски;[8] от 20 октомври 1949 – Димитър Димов[9] (до 8 ноември 1950);[10] от 16 януари 1950 – Тодор Живков,[11] Георги Цанков[11] (до 19 февруари 1951);[12] от 16 юни 1950 – Рубен Леви[13] (до 8 ноември 1950);[10] от 19 февруари 1951 – Иван Райков[12] (до 25 януари 1954);[7] от 23 януари 1952 – Райко Дамянов (до 25 януари 1954),[7] Енчо Стайков;[14] от 25 януари 1954 – Димитър Ганев.[7]

### СледVI конгрес на БКП, 4 март 1954 г.
- Първи секретар на ЦК на БКП:[7] Тодор Живков.[15]
- Секретари на ЦК на БКП (3): Тодор Живков (първи секретар), Димитър Ганев;[15] до 11 юли 1957 – Борис Тасков;[16] от 2 април 1956 – Енчо Стайков (до 11 юли 1957),[16] Боян Българанов;[17] от 11 юли 1957 – Данчо Димитров, Станко Тодоров.[16]

### СледVII конгрес на БКП, 2 юни 1958 г.
- Първи секретар на ЦК на БКП: Тодор Живков.[18]
- Секретари на ЦК на БКП (6): Тодор Живков (първи секретар), Боян Българанов, Димитър Ганев, Митко Григоров, Пенчо Кубадински;[18] до 11 декември 1959 – Станко Тодоров;[19] от 11 декември 1959 – Борис Велчев, Тано Цолов.[19]

### СледVIII конгрес на БКП, 5 ноември 1962 г.
- Първи секретар на ЦК на БКП: Тодор Живков.[20]
- Секретари на ЦК на БКП (6): Тодор Живков (първи секретар), Лъчезар Аврамов, Боян Българанов, Борис Велчев, Митко Григоров, Начо Папазов;[20] от 26 ноември 1962 – Иван Пръмов.[21]

### СледIX конгрес на БКП, 19 ноември 1966 г.
- Първи секретар на ЦК на БКП: Тодор Живков.[22]
- Членове на Секретариата на ЦК на БКП (9): Тодор Живков (първи секретар), Станко Тодоров, Борис Велчев, Боян Българанов, Иван Пръмов, Венелин Коцев, Владимир Бонев;[22] до 26 декември 1968 – Стефан Василев, Стоян Гюров;[23] от 26 декември 1968 – Роза Коритарова, Георги Боков.[23]
- Секретари на ЦК на БКП (5): Борис Велчев, Боян Българанов, Венелин Коцев, Иван Пръмов, Станко Тодоров.[22]

### СледX конгрес на БКП, 25 април 1971 г.
- Първи секретар на ЦК на БКП: Тодор Живков.[24]
- Членове на Секретариата на ЦК на БКП (2): Владимир Бонев, Георги Боков;[24] от 13 юли 1972 – Георги Йорданов;[25] от 12 януари 1973 – Сава Дълбоков;[26] от 24 септември 1974 – Мишо Мишев.[27]
- Секретари на ЦК на БКП (6): Борис Велчев, Иван Пръмов, Пеньо Кирацов;[24] до 6 юли 1971 – Станко Тодоров; до 13 юли 1972 – Венелин Коцев;[25] до 3 юни 1974 – Иван Абаджиев;[28] от 6 юли 1971 – Георги Филипов;[29] от 21 февруари 1972 – Константин Теллалов;[30] от 13 юли 1972 – Александър Лилов.[25]

### СледXI конгрес на БКП, 2 април 1976
- Първи секретар на ЦК на БКП: Тодор Живков[31].
- Членове на Секретариата на ЦК на БКП (4): Мишо Мишев, Владимир Бонев, Георги Йорданов[31]; 26 октомври 1976 – Сава Дълбоков[32]; от 12 май 1977 – Димитър Станишев, Петър Дюлгеров[33]; от 19 декември 1977 – Начо Папазов[34].
- Секретари на ЦК на БКП (5): Георги Филипов, Александър Лилов, Огнян Дойнов, Борис Велчев[31]; до 21 юли 1978 – Иван Пръмов[35]; от 19 декември 1977 – Димитър Станишев, Георги Атанасов, Петър Дюлгеров[34]; от 21 юли 1978 – Тодор Божинов, Стоян Михайлов[35]; от 16 юли 1979 – Милко Балев, Мишо Мишев[36].

### СледXII конгрес на БКП, 4 април 1981 г.
- Генерален секретар на ЦК на БКП: Тодор Живков.[37]
- Секретари на ЦК на БКП (10): Огнян Дойнов, Димитър Станишев, Георги Атанасов, Стоян Михайлов, Милко Балев, Васил Ц. Василев;[37] до 2 март 1982 – Георги Филипов;[38] до 28 септември 1983 – Александър Лилов;[39] до 31 януари 1984 – Чудомир Александров[40] (от 24 януари 1986 (2-ри мандат));[41] до 3 февруари 1984 – Мишо Мишев (†); от 2 март 1982 – Кирил Зарев;[38] от 31 януари 1984 – Емил Христов;[38] от 31 януари 1984 – Емил Христов.[40]

### СледXIII конгрес на БКП, 5 април 1986 г.
- Генерален секретар на ЦК на БКП: Тодор Живков;[42] от 10 ноември 1989 – Петър Младенов.[43]
- Секретари на ЦК на БКП (9): Йордан Йотов, Димитър Станишев, Емил Христов, Васил Цанов;[42] до 19 юли 1988 – Стоян Михайлов, Чудомир Александров;[44] до 10 ноември 1989 – Милко Балев, Кирил Зарев, Гриша Филипов;[43] от 13 декември 1988 – Димитър Стоянов;[45] от 16 ноември 1989 – Андрей Луканов, Начо Папазов, Продан Стоянов.[46]